# Přepojování okruhů
Přepojování okruhů je v telekomunikacích a informatice technologie používaná v komunikačních a počítačových sítích, kdy komunikace probíhá po předem sestaveném okruhu. Tento způsob přepojování používají tradiční telefonní sítě a přenosy dat po vytáčeném připojení. Vývoj sítí směřuje k přepojování paketů, které se začíná používat i pro spojování telefonních hovorů (IMS, VoLTE).